# Herbert Bianchi
Herbert Bianchi (São Paulo, 3 de maio de 1980) é um ator e diretor de teatro brasileiro. Dirigiu em 2017 a peça Hotel Mariana, indicada ao Prêmio Shell na categoria Autor. Como diretor de cinema, recebeu em 2011 o Prêmio Estímulo de Curta-Metragem concedido pelo Governo do Estado de São Paulo com o curta-metragem Estou a Caminho. 